# Winong (Tugu)
Winong is een bestuurslaag in het regentschap Trenggalek van de provincie Oost-Java, Indonesië. Winong telt 2278 inwoners (volkstelling 2010).